# العلا
العلا إحدى مدن المملكة العربية السعودية، تقع شمال غرب المملكة العربية السعودية وتقع ضمن نطاق هضبة حسمى الجغرافية شمالي الحجاز وتتبع إدارياً لإمارة منطقة المدينة المنورة، وتبعد عن مركز الإمارة تقريبًا 300 كيلو متر شمالًا، وعاصمة لمحافظة العلا. يصل عمر الاستيطان البشري فيها إلى نحو 4000 عام، وهي أحد أهم الوجهات السياحية في السعودية وتعد من أقدم المناطق التي شهدت على قيام حضارات كثيرة مثل حضارة الأنباط والقيداريون واللحيانييون . ذكر ياقوت الحموي العلا في معجمه، بضم أوله، والقصر، وهو جمع العليا، وهو اسم لموضع من ناحية وادي القرى بينها وبين الشام، نزل بها النبي محمد صلى الله عليه وسلم في طريقه إلى غزوة تبوك، وحدد بها مكانًا لمسجد وضع حدوده بالعظام فبناه أهلها بعد ذلك وأسموه مسجد العظام. وكانت قديمًا تُسمى دادان ويروى أن سبب تسميتها بالعلا أنه كان بها عينان مشهورتان بالماء العذب هما المعلق وتدعل، وكان على منبع المعلق نخلات شاهقات العلو يطلق عليها العلي. وتقع مدينة العلا بين جبلين كبيرين على واد خصب التربة، تزرع فيه النخيل والحمضيات والفواكه كما تتوفر المياه الجوفية على مسافات قريبة رغم الشح الكبير في الأمطار. وهي من ضمن المواقع الأثرية المسجلة بمنظمة اليونسكو، وهي عاصمة الأنباط الثانية قديمًا، ومناخها قاري حار صيفًا وبارد شتاءً يتبعها قرابة 300 قرية.
وخلال زيارة ولي العهد السعودي الأمير محمد بن سلمان إلى فرنسا يومي 9 و10 أبريل 2018 تم التوقيع على اتفاقية بين حكومتي البلدين حول مشروع تطوير محافظة العلا، ويسلط ھذا التعاون الضوء على رؤية مشتركة بين البلدين لحماية وتعزيز التراث الثقافي، وتعزيز المعرفة العلمية، وفتح طرق جديدة للسياحة المستدامة حول ھذا الموقع الأثري الفريد.
في فبراير 2019 أطلق الأمير محمد بن سلمان رؤية العلا التي تهدف إلى تطويرها بطريقة مسؤولة لتحويلھا إلى وجھة عالمية للتراث، مع الحفاظ على التراث الطبيعي والثقافي في المنطقة بالتعاون مع المجتمع المحلي وفريق من الخبراء العالميين، وتسهم الرؤية بـ120 مليار ريال من الناتج المحلي التراكمي.
وفي يوليو 2024 أعلنت وجهة العلا حصولها على اعتماد المنظمة الدولية للوجهات السياحية "ديستينيشنز إنترناشيونال" التي تتخذ من الولايات المتحدة الأمرييكية مقراً لها، لتكون بذلك أول وجهة في الشرق الأوسط تحصل على هذا الاعتماد.

## الموقع
تقع مدينة العلا بين مرتفعات جبلية تحدها من الشرق والغرب حيث يمتد منها جهة الجنوب. وترتبط العلا بالمدن المحيطة بها بطرق زراعية فتبعد عن المدينة المنورة تقريباً 300 كم، وعن الوجه 200 كم، وعن تبوك 250 كم، وعن حائل قرابة 400 كم، وخيبر 200 كم، والجهراء 90 كم. وتقع إلى الشمال مباشرةً من مدينة العلا آثار الحجر، المعروفة أيضاً بمدائن صالح، وهي آثار ترجع إلى حضارة الأنباط قوم نبي الله صالح، أشهرها البيوت التي كانوا يحفرونها في الصخور، ويعتقد الكثير من المسلمين أنها موقع قصة هلاك ثمود التي وردت في القرآن. ومنطقة الحجر تقع علي مساحة ممتدة من الآثار المفتوحة بشكل طبيعي وقد سُجلت لدى منظمة اليونيسكو، ويوجد بالقرب منها محطة قديمة لسكة حديد الحجاز التي بنتها الدولة العثمانية. وتشتهر العلا باسم عروس الجبال وعاصمة التاريخ والآثار لمناظرها الجبلية وارتفاعها عن سطح البحر بأكثر من 700 متر ولقدم تاريخها وكثرة مواقها الأثرية. وقد اكتشف باحثون فيها على بقايا معابد وتماثيل تعود إلى عصر اللحيانيين عام 900 قبل الميلاد. فقد تعاقبت عليها الحضارات لخصوبة الأرض ووفرة المياه.

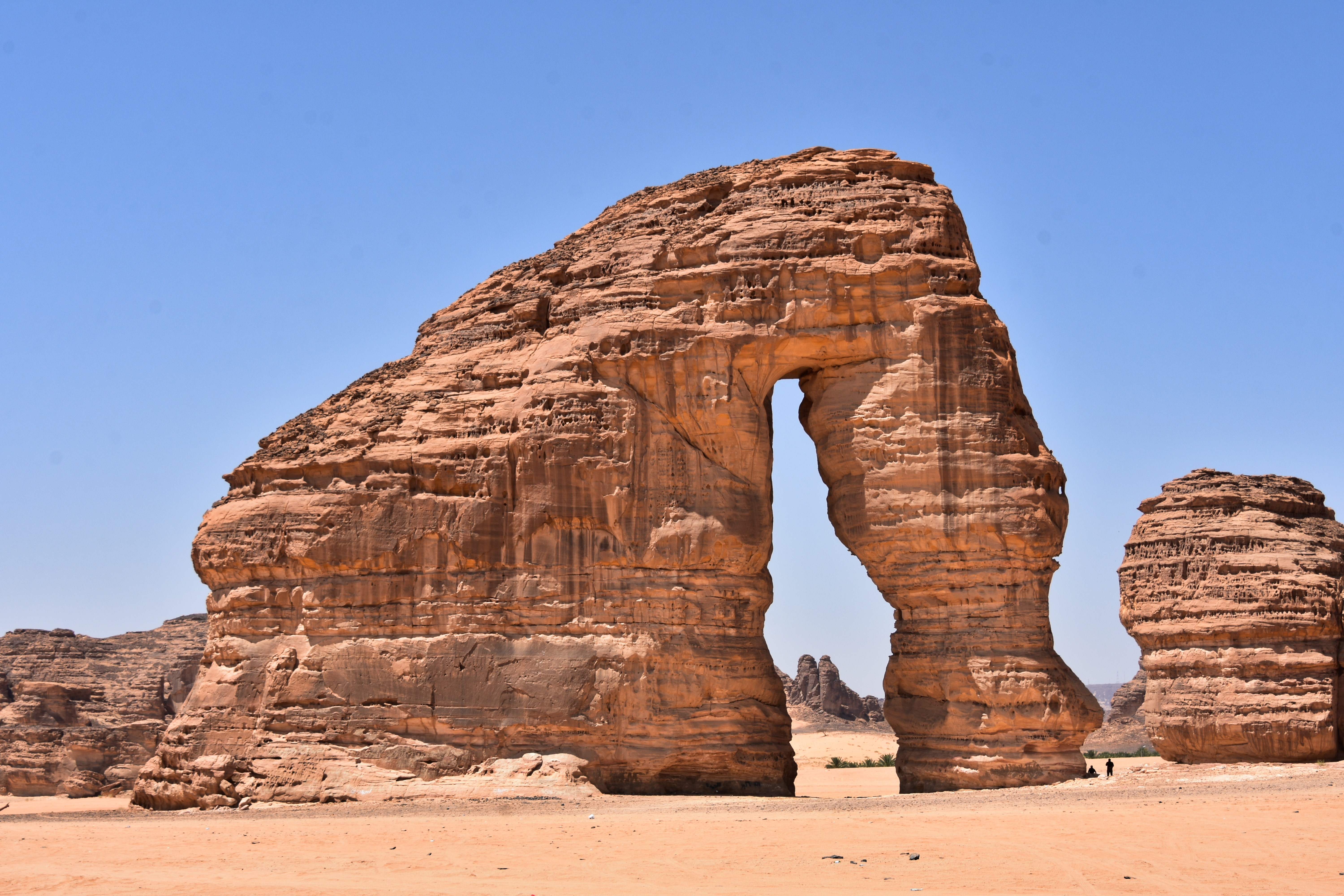
صخرة الفيل

ويمكن الوصول لمدينة العلا عن طريق الطرق الزراعية المعبدة
- طريق المدينة المنورة - خيبر - تبوك والذي يبعد 400 كم
- طريق المدينة المنورة - شجوى - العلا والذي يبعد 300 كم
- طريق العلا - تبوك مروراً بـقلعة المعظم 250 كم
- طريق العلا - تبوك مرورا بالجهراء وتيماء ومسافته 450 كم
- طريق العلا - حائل ومسافته 380 كم
- طريق العلا - الوجه ومسافته 200 كم
- طريق ينبع -العيص ثم العلا -352 كم
- مطار الأمير عبد المجيد بن عبد العزيز المحلي[8]

## التسمية
سميت العلا بعدة أسماء قبل الاستقرار على اسمها الحالي، ففي القرن السادس قبل الميلاد سُميت بـ ديدان، نسبة للشعب الديداني الذي استوطنها وأنشأ مملكةً فيها. وفي العصر الجاهلي عُرفت بـ قُرْح إبان نشاطها كسوق تجارية مهمة عند العرب. وفي فترة لاحقة حتى نهاية القرن السادس الهجري، أطلق عليها وادي القرى بسبب كثرة القرى فيه. وبدءًا من القرن السابع الهجري سُميت باسمها اليوم، العُلا. ويقال أنها سميت بذلك منذ القرن الثاني الهجري، لكن شيوع الاسم تأخر حتى القرن السابع.

## المساحة والسكان

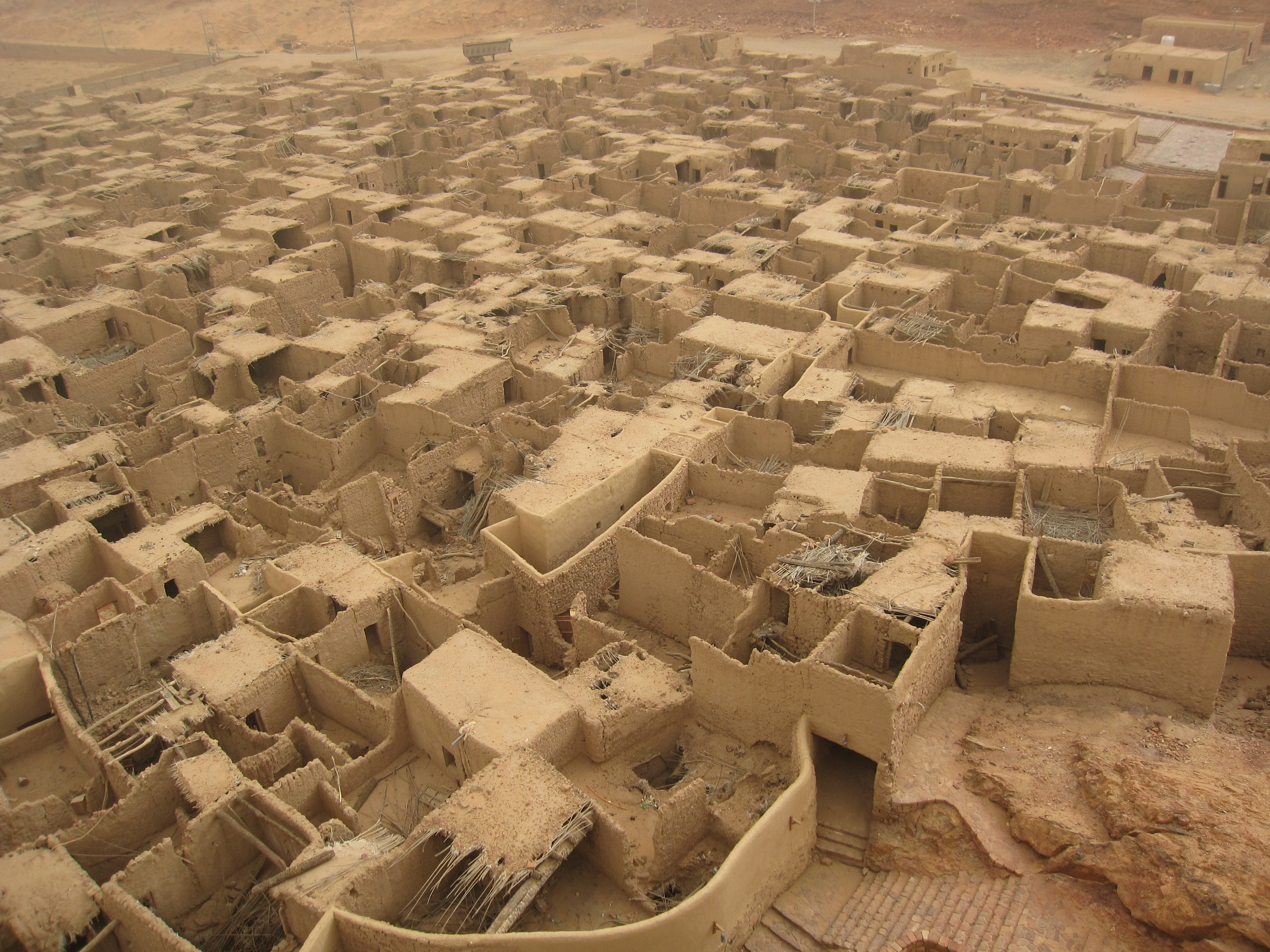
منظر لمدينة العلا القديمة.

- تبلغ مساحة محافظة العلا (22,561 كم2)[9] وتمثل 19.6% من مساحة منطقة المدينة المنورة، وتأتي في المرتبة الأولى من حيث مساحة منطقة المدينة.[10]
- بلغ عدد سكان العلا (60,103) نسمة حسب تعداد السعودية 2022.[11]

## المراكز التابعة للمحافظة
مدينة العلا هي مركز المحافظة ويبلغ عدد المراكز التابعة للمحافظة (14) مركزاً، منها (5) مراكز من فئة (أ)، و (9) مراكز من فئة (ب)، كما يتبع لها إدارياً ما يفوق الثمانين هجرة، والمراكز من الفئتين هي على النحو التالي:
المراكز من فئة (أ)
1. مركز مغيرا : يقع المركز في الجزء الجنوب الشرقي من محافظة العلا ويعد أقرب المراكز للعلا وقد يصبح حي من أحياء العلا.
2. مركز الحجر : يقع المركز في الجزء الشمالي الشرقي من محافظة العلا.
3. مركز أبو راكة: يقع المركز في الجزء الشمالي من محافظة العلا.

المراكز من فئة (ب)
1. مركز النجيل: يقع المركز في الجزء الغربي من محافظة العلا.
2. مركز شلال : يقع المركز في الجزء الشمالي الغربي من محافظة العلا.
3. مركز البريكة: يقع المركز في الجزء الشمالي من محافظة العلا.
4. مركز النشيفة: يقع المركز في الجزء الشرقي من محافظة العلا.
5. مركز الفارعة: يقع المركز في الجزء الشمالي الغربي من محافظة العلا.
6. مركز فضلا: يقع المركز في الجزء الجنوبي الغربي من محافظة العلا.
7. مركز الورد: يقع المركز في الجزء الغربي من محافظة العلا.
8. مركز العين الجديدة.
9. مركز الجديدة.
10. مركز بئر الأراك.
11. مركز العذيب.
12. مركز البليطيح.
13. مركز ثربة: يقع في شمال المدينة المنورة.

## الهيئة الملكية في العلا
في سنة 2017، صدر قرار ملكي بإنشاء هيئة ملكية لتطوير العلا، يرأسها ولي العهد، محمد بن سلمان آل سعود، وتهدف إلى تحقيق التطور والتحول في محافظة العلا والعمل على البنية التحتية مع التشديد في الحفاظ على تراثها وتاريخها، وإبرازه بالمرافق السياحية المتنوعة والمتوزعة حول طبيعة المدينة. ويتم تطوير المواقع التراثية والتاريخية في محافظة العلا بالتعاون بين المملكة وفرنسا، بموجب اتفاقية تشمل التشارك والتبادل المعرفي، الثقافي والاقتصادي والسياحي.
في 28 يوليو 2024 أفصحت الهيئة الملكية عن نتيجة دراسات علمية مستفيضة أشرفت عليها، تكشف عن مستوى متقدم من الاستقرار والتطور في المستوطنات البشرية بشمال غرب المملكة خلال العصر الحجري الحديث، وهو ما يُظهر أن السكان خلال الألفيتين السادسة والخامسة قبل الميلاد كانوا أكثر تقدمًا مما كان معتقدًا في السابق.

## الآثار
تضم محافظة العلا آثار قديمة تعود إلى أكثر من 300 سنة قبل الميلاد، وتشير الدراسات أن العلا زارها رحالة مسلمون خلال رحلاتهم إلى الحج منهم ابن بطوطة وعبد القادر الجزيري، ومستكشفين غربيين كالرحالة الإنجليزي " ج. كوك " الذي أعد دراسة عن العلا بعنوان (الكتابات السامية الشمالية).

### الحجر (مدائن صالح)
الحجر كما ذكرها ياقوت الحموي في معجمه بالكسر ثم السكون، وراء هو في اللغة ما حجرت عليه أي منعته من أن يصل إليه، والحجر هو العقل واللب والحجر بالكسر والضم، الحرام، والحجر اسم ديار ثمود بوادي القرى بين المدينة المنورة والشام، ويقال الحجر كانت تعرف بمدائن صالح أو قرى صالح أو عدال، وهي ثاني أكبر مدن الأنباط.
تقع الحجر على بعد 22 كم شمال شرق العلا ـ عند دائرة عرض 47 ـ 26 شمالاً، وخط طول 53 ـ37 شرقاً ويطلق الحجر على هذا المكان منذ أقدم العصور ويستمد الحجر شهرته التاريخية من موقعه على طريق التجارة القديم الذي يربط جنوب شبه الجزيرة العربية والشام، ومن أصحابه المعروفين بقوم ثمود الذي جاء القرآن بذكرهم بأنهم رفضوا دعوة نبي الله صالح وعقرهم الناقة التي أرسلها الله لهم آية.
الحجر أو مدائن صالح من الأماكن الأثرية التي يمكن أن يطلق عليها المتحف المفتوح حيث يبلغ مساحة المنطقة الأثرية 13.39 كم وتضم هذه المساحة آثار قائمة وأخرى تنتظر الكشف عنها. والآثار القديمة في الحجر تتمثل في أماكن العبادة والنقوش الصخرية التي تركها الأقوام المتعاقبة وهي آثار ثمودية ولحيانية ونبطية. ويبلغ عدد المدافن بمدائن صالح 131 مدفناً وتقع جميعها في الفترة من العام الأول قبل الميلاد إلى العام 75 ميلادية، وهي تحمل ملامح فنية رائعة وغاية في الجمال فالمقبرة عند أصحاب الحجر لصاحبها وأسرته جيلاً بعد جيل كما نحت أعلاه لوحة سجل عليها وصيته وأن هذه المقبرة تخصه وتخص عائلته وتعد آثار الحجر من أبرز وأهم المواقع الأثرية في العالم.
- قصر الفريد: وهو الاسم المحلي عند أهل المنطقة وسمي بهذا الاسم لانفراده بكتلة صخرية ضخمة مستقلة وكذلك لانفراده بواجهة كبيرة ومميزة.
- قصر البنت: وهو الاسم المحلي عند أهل المنطقة ويقع في منطقة الخريمات ويشمل هذا الموقع إضافة لقصر البنت مجموعة من المدافن.
- قصر العجوز: وهو الاسم المعروف به عند أهل المنطقة ويحتل كتلة صخرية مستقلة وسط الرمال ذو واجهة شمالية تشبه واجهة الديوان
- الديوان (مجلس السلطان): وهو معبد نبطي عبارة عن مستطيل غير منظم نحت داخل الصخر وكان يستخدم لممارسة الطقوس الدينية ويصل طول تلك الغرفة 12.80 م وعرضها 9.80 م وارتفاعها 8 م
- جبل البنات: يمثل أكبر تجمع للمدافن النبطية في المنطقة، ويبلغ عددها 29 موزعة على جميع جوانب الجبل.
- مدافن الخريمات: هي مجموعة من المقابر الأثرية النبطية في محافظة العلا غرب السعودية وجنوب غربي الحِجْر، يعود تاريخها إلى القرنين الأول قبل الميلاد والأول الميلادي.
- صخرة القوس: إحدى التكوينات الصخرية في المنطقة التي تشكلت على شكل قوس قزح.

### محلب الناقة
وهو حوض حجري كبير يعرف بمحلب الناقة أي ناقة صالح. بينما هو في حقيقة أمره وكما ذكر علماء الآثار مجرد بقايا معبد نبطي قديم وليس هو محلب الناقة

### الخريبة
وبها محلب الناقة وهو عبارة عن حوض كبير يقال أن ناقة صالح تحلب لبناً يشربه الناس وتشرب الماء في ذلك اليوم كما ورد في القرآن الكريم. «قَالَ هَذِهِ نَاقَةٌ لَهَا شِرْبٌ وَلَكُمْ شِرْبُ يَوْمٍ مَعْلُومٍ»
إلا أن علماء الآثار أجمعوا على أنه بقايا معبد لحياني قديم وليس محلب ناقة صالح
ـ مقابر الأسود: ـ
تعرف هذه المدافن بمقابر الأسود نسبة للمخلوقات المنحوتة أعلى بعضها والتي تشبه الأسود وتضم هذه المدافن21 قبراً وهي من الآثار الموجودة في العلا وهي مقابر لحيانية 

### جبلعكمه
وفي أعلاه أحد المعابد القديمة.

### المابيات
وهي إحدى المستوطنات القديمة قدم التاريخ.

### المزحم
وهو عبارة عن ممر ضيق تروي الأساطير أنه المكان الذي عقرت فيه الناقة. وبجانب الممر جبلين صخريين يفصلهما طريق يبلغ طوله حوالي 300 متر، وعرض يقارب الـ 50 مترًا. ويذكر أن المزحم كان ممر عبور لقوافل الإبل ومسيرة قوافل طريق الحج الشامي في العصور الماضية.

### جبل الحوار
وهو عبارة عن جبل كبير أملس يذكر العامة من الناس أنه دخل فيه حوار ناقة نبي الله صالح بعد عقر الناقة.
ويذكر بعض العامة أنه يسمع صوت فصيل الناقة كل يوم جمعة مع صلاة الجمعة.

### الحويرة
وهي عبارة عن جبل كبير أصغر من جبل الحوارة أملس وهو الجبل الذي هرب إليه صغير ناقة صالح بعد عقر أمه.

## الآثار الإسلامية

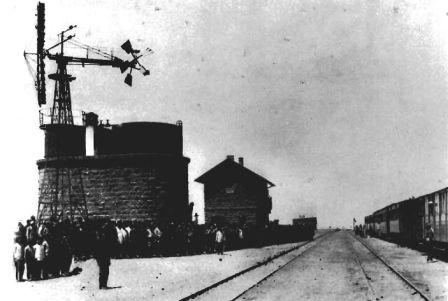
صورة قديمة من مدائن صالح يظهر بها القلاع العثمانية ومحطة سكة الحديد

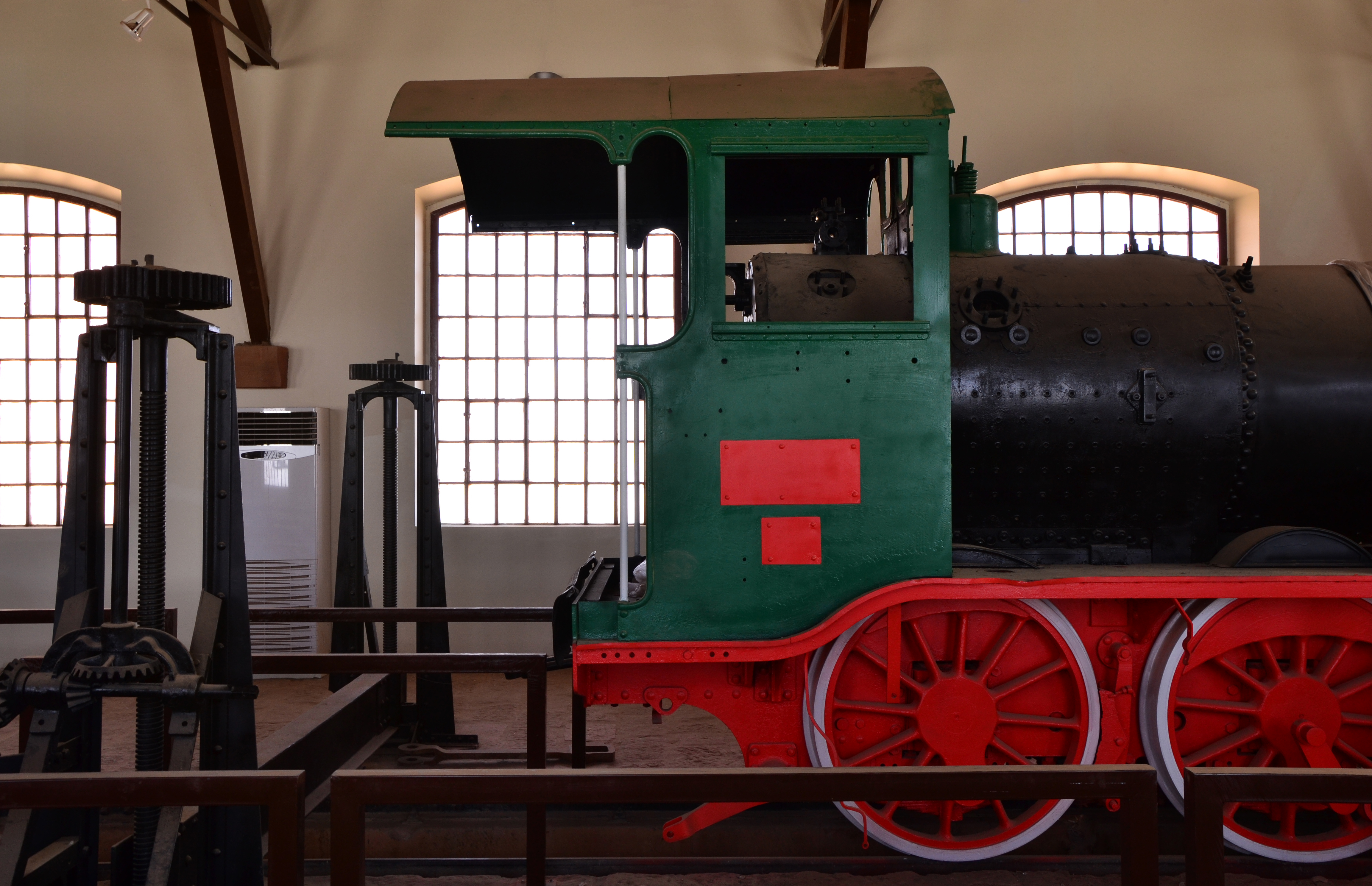
إحدى القاطرات المحفوظة في أحد مباني محطة مدائن صالح.

للعلا آثار إسلامية قديمة تبدأ من السنة السابعة للهجرة حيث مر بها لرسول وصلى بها وأقام موسى بن نصير قلعته في أعلى جبل وسط العلا، وكذلك أثار سكة حديد حجاج الشام ومن تلك الآثار الإسلامية
- محطة سكة حديد الحجاز: وهي عدة محطات على خط سكة حديد الحجاز التي تربطها ببلاد الشام مروراً بمدينة تبوك ويذكر أنه بدأ العمل بسكة الحديد تلك في تشرين الأول لعام 1899م.
- قلعة الحجر الإسلامية: ورد ذكرها في رواية المقدسي وهي عثمانية بناها العثمانيون عام1375 هـ 985 م كاستراحة لحجاج بيت الله الحرام.
- البلدة القديمة: تمثل البلدة التي تقع وسط محافظة العلا التابعة لمنطقة المدينة المنورة، ويقطنها ما يقارب 60 ألف من السكان، وتعود لبدايات العصر الإسلامي وإحدى ثلاث مدن إسلامية في العالم أجمع مازالت باقية، المدينة الإسلامية بمساجدها ومنازلها وأسواقها وأسوارها وقد تعاقب أهالي العلا على بناء هذه البلدة والسكن فيها جيلاً بعد جيل حتى هجرت تماماً من السكان قبل أربعين عاماً تقريباً.
- قلعة موسى بن نصير أو قلعة العلا: أنشأها القائد المسلم موسى بن نصير على جبل شاهق وسط مدينة العلا.
- عين تدعل: وهي إحدى أهم الينابيع المائية اعتمد عليهما نظام الري في البلدة القديمة بالعلا، والتي يعود تاريخها إلى القرن 14 ميلادي.تنبع العين من سفح مرتفع بركاني مطل على العلا يطلق عليه (حرة عويرض)، وتوقفت عن الجريان في عام 1980.
- الساعة الشمسية (الطنطورة): تقع الساعة الشمسية جنوب البلدة القديمة وهي عبارة عن بناء هرمي الشكل وتستخدم لمعرفة دخول الفصول الأربعة وخاصة دخول فصل الشتاء، وذلك عن طريق حجر مغروس في الأرض أمام البناء الهرمي، حيث يصل ظل الساعة الشمسية إلى هذا الحجر في اليوم الأول لدخول فصل الشتاء في 21 من ديسمبر وهو اليوم الأول لدخول فصل الشتاء، ولا يمكن أن يصل ظل الساعة الشمسية إلى هذا الحجر مرة أخرى إلا في العام القادم وفي نفس التاريخ، ولا تزال تستخدم حتى اليوم حيث يستمتع الكثير من الزوار والسياح بمشاهدة هذا الحدث الذي لا يتكرر إلا مرة كل عام

الإسلامية.

## العصور والأزمنة التي مرت بها العلا[21][22]
| الحقبة التاريخية       | الفترة الزمنية | الآثار | المنطقة الآن     | الموقع                 |
| ---------------------- | --- | --- | ---------------- | ---------------------- |
| العصر البرونزي         | في القرن الرابع عشر قبل الميلاد، وهو العصر الذي تعلم فيه الإنسان صناعة الأدوات والمجارف والسكاكين                         | الأدلة والنقوش والمقابر الموجودة في الحجر                                                                       | مدائن صالح       | شمال العلا             |
| مملكة دادان ولحيان     | من القرن الثامن إلى القرن الثاني قبل الميلاد، وتتبع مملكة معين التي اتخذت العلا عاصمة ثانية لها.                          | - المركز الديني اللحياني، قصر الحاكم، 300 نقوش معينية، 700 مقبرة في الجبال، أعمدة ضخمة، مقابر الأسود، جبل عكمة. | الخريبة          | شمال شرق العلا         |
| مملكة الأنباط          | من القرن الأول قبل الميلاد إلى القرن الأول بعد الميلاد، وتمثل العلا العاصمة الجنوبية لمملكة الأنباط ومدفن لأثرياء الأنباط | - الديوان، قصر الفريد، قصر البنت، الآبار والقنوات المائية المحفورة، المنطقة السكنية.                            | مدائن صالح       | شمال العلا             |
| الإمبراطورية الرومانية | من القرن الثاني إلى القرن الثالث بعد الميلاد، بعد سقوط مملكة الأنباط                                                      | - نقوش رومانية                                                                                                  | مدائن صالح       | شمال العلا             |
| العصر الإسلامي         | من القرن السابع بعد الميلاد، وفيه عادت الحركة إلى مدائن صالح من قبل المسافرين والحجاج في طريقهم إلى مكة                   | - الحصن المنيع في أعلى الجبل، سور المدينة المتعرج، العمارة الجنائزية (المقبرة)                                  | المابيات (القرح) | الجنوب الغربي من العلا |

## الزراعة

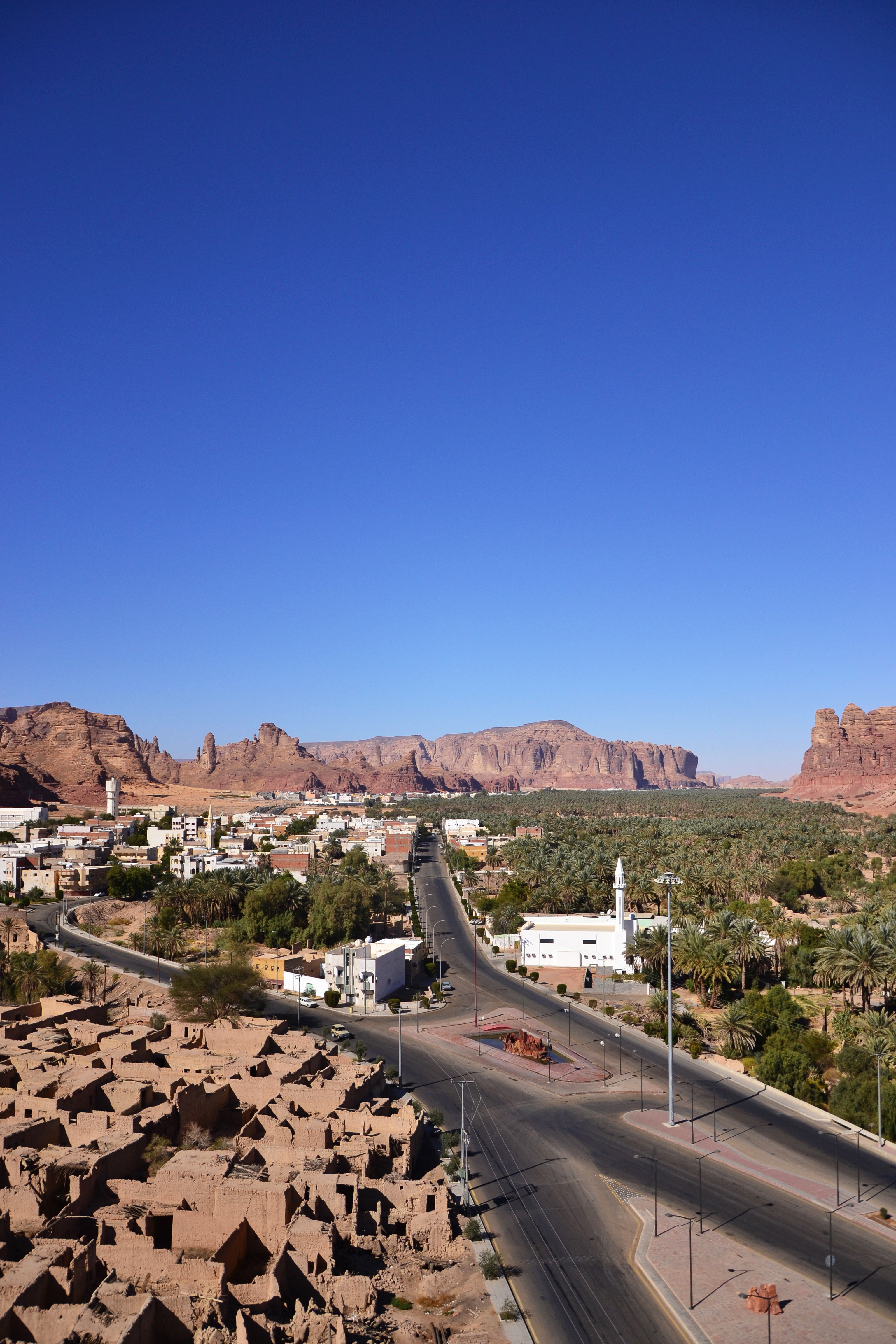
جانب من مدينة العلا

في مدينة العلا اعتمد أهلها وبشكل كبير ورئيسي على الزراعة وذلك لعدة أسباب أهمها خصوبة أرضها ووفرة مياهها وقد كانت تجري في العلا عدة عيون بلغت أكثر من أربعين عيناً ومن أهم تلك العيون. شــلال _العادلية ـ فتح الخير ـ الزهرة ـ سهلة ـ العلوية ـ السعة ـ العطية ـ الجادة ـ الشرقة ـ أم الليف ـ تدعل ـ كريمة ـ السبسبي ـ صلاح ـ العوجاء ـ الجديدة ـ المالحة ـ الخميسية ـ البحرية ـ الهبوب ـ الرزيقية ـ البركة ـ الحمدية ـ المحموية ـ المنصورة ـ اليسيرة ـ المنشية ـ المدنية ـ الحزم، وقد كانت توزع مياه العيون وفق نظام للري بحيث كانت توزع على أهل المنطقة من قبل مجلس خصص لذلك، وتسمى كل حصة بـ الوجبة فهناك الوجبة وهي أربع وعشرون ساعة، ونصف الوجبة وهي إثنى عشر ساعة، وربع الوجبة هي ست ساعات، ويكون نصيب كل شخص حسبما يملكه من مساحة زراعية ويستعينون بتوزيع الوجب أو الحصص بالساعة الشمسية أو الطنطورة كما كانت تسمى قديماً حل محل ذلك كله الآبار الإرتوازية وطرق الري ووسائله الحديثة. وقد عرف أهل العلا زراعة الخضروات والحبوب بأنواعها والفواكه كما اشتهرت بزراعة الحمضيات والنخيل
أهم أنواع التمور:
الحلوة ـ البرنية ـ برنية بنات سعد ـ بنجانة ـ جسبة ـ جاسب ـ جسبى جمعة ـ جسبة المجر ـ جسبة العيسى ـ حمر جبل ـ عنبرة ـ مرود أبو خميس ـ مرود أبو لويفي ـ قرن أبو حواء ـ قعيس -المبرومة وغير ذلك.
ويزرع من الحمضيات والفواكه
البرتقال ـ الليمون الحلو ـ الليمون الحامض ـ البنزهير ـ اليوسفي ـ الرمان ـ العنب ـ المانجو
ويزرع من الحبوب
القمح ـ الشعير ـ الذرة ـ الدخن

## مهرجان شتاء طنطورة

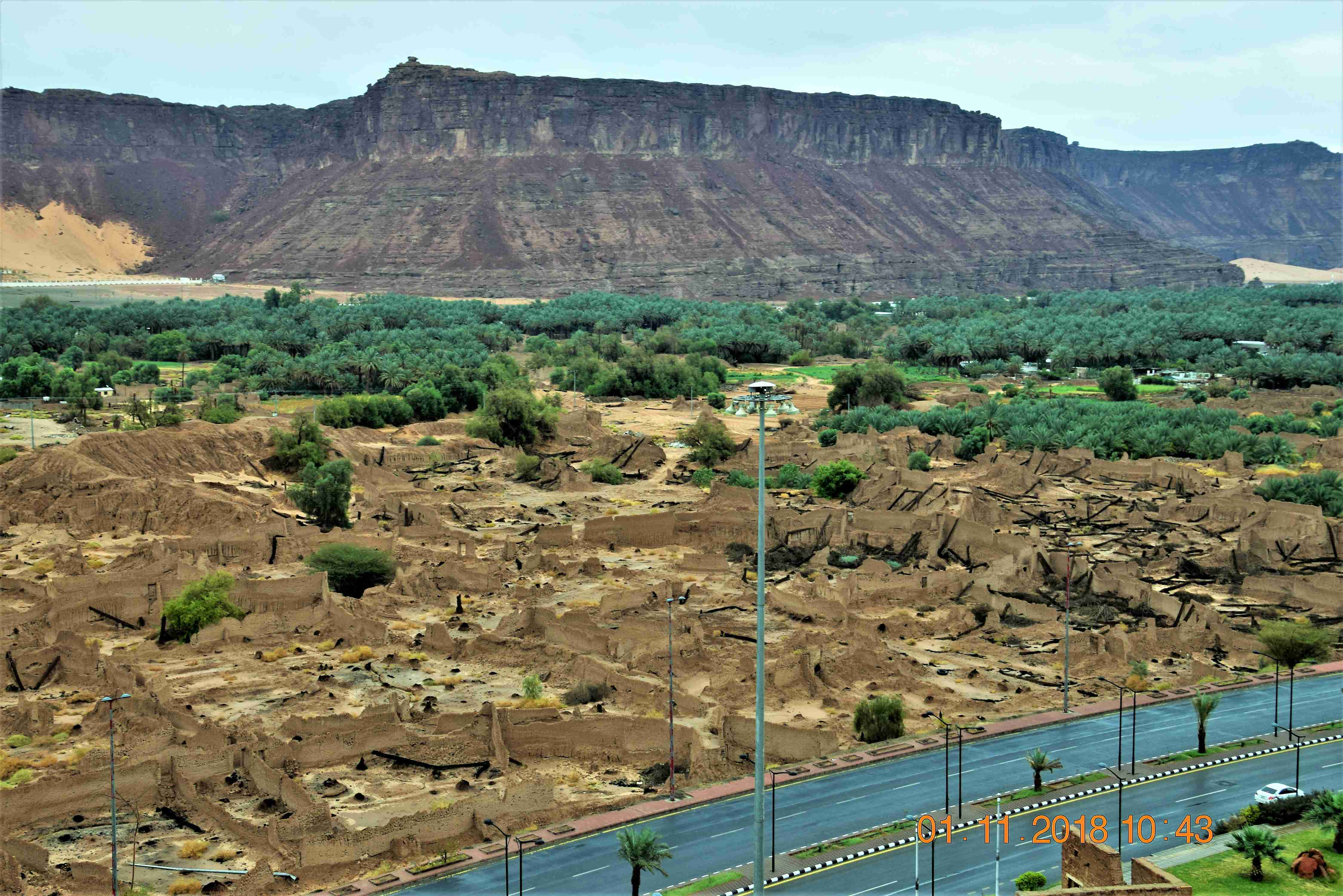
بلدة العلا

هو حدث سنوي في محافظة العلا يحتفل به الأهالي ويتبادلون التهاني بعودتهم للحقول وعودة موسم الزراعة ودخول الشتاء، وسمي طنطورة نسبة للساعة الشمسية التي تقع في الجزء الجنوبي الشرقي للقرية، حيث كان يعتمد عليها أهالي المنطقة في معرفة وقت دخول موسم الزراعة وتغير فصول السنة. يضم المهرجان أنشطة ترفيهية وثقافية ورياضية ويوفر زيارات ميدانية للمواقع الأثرية في المنطقة، حيث شملت الفعاليات 13 موقعًا أثريًا وثقافيًا، إضافة لعروض مسرحية موسيقية ضمها مسرح مرايا بالمدينة.

## رؤية العلا
تتضمن رؤية العلا التي أطلقتها الهيئة الملكية في فبراير 2019 برعاية وحضور ولي العهد الأمير محمد بن سلمان مجموعة من المشاريع التنموية التطويرية التي تعزز موقع العلا كواجهة حضارية عالمية، تماشيًا مع تحقيق أهداف رؤية 2030، وستساهم الرؤية بإضافة 120 مليار ريال للناتج المحلي للسعودية بحلول 2035، وتستهدف جذب مليوني زائر.

### محمية شرعان الطبيعية
يركز تطوير محمية شرعان الطبيعية التي أطلقها الأمير محمد بن سلمان على إعادة تأهيل النظام البيئي الطبيعي وإعادة توطين الأنواع الأصيلة في المنطقة وتطوير الغطاء النباتي عن طريق زراعة أشجار الأكاسيا الأصيلة وإطلاق الأنواع البرية في المحمية طبقا للمقاييس العالمية وتحديد إرشادات الاتحاد الدولي للحفاظ على الطبيعة. وخلال حفل الإطلاق قام جوالو المحمية من أهالي العلا بإطلاق عشرة وعول وعشرة من طيور النعام أحمر الرقبة، و20 غزالا في المحمية. وضعت المحمية معیاراً جدیداً في المنطقة لإعادة التوازن بـین النظم البیئیة، وتشمل ھذه المبادرة إنشاء أكبر صندوق عالمي من نوعه لحمایة النمر العربي باسم: الصندوق العالمي لحمایة النمر العربي. وتهدف الهيئة الملكية إلى أن يكون هذا الصندوق هو الأكبر من نوعه في العالم، وسيمكن هذا المشروع محمية شرعان الطبيعية بالإضافة إلى مواقع أخرى لتكون منطقة مناسبة لإطلاق وإعادة توطين النمر العربي في المستقبل.

### منتجع شرعان
هو منتجع مستوحى من مملكة الأنباط من تصميم المهندس المعماري الفرنسي جون نوفيل، ويعد الانطلاقة الأولى لمجموعة من المنتجعات والفنادق في المنطقة. ويضم منتجع شرعان، الذي ينحت في الجبال، 40 وحدة، تشمل 25 جناحا، و10 أجنحة مخيمة فاخرة، و5 فلل، ومنتجعا صحيا، وموقعا يضم مساحات مبتكرة ومجهزة بأحدث الوسائل والخدمات التقنية، لعقد لقاءات قمة وقياديي الأعمال والرؤساء التنفيذيين والفنانين وغيرهم.
ومن المتوقع الانتهاء من تشييد المنتجع بحلول عام 2023.

### برنامج حماية
يتيح برنامج حماية الفرصة لـ2500 من أهالي العلا ليكونوا حماة للتراث الطبيعي والإنساني في المنطقة.

### برنامج الابتعاث الدولي
يوفر برنامج الابتعاث الدولي لأبناء وبنات العلا فرصة الدراسة في الولايات المتحدة، والمملكة المتحدة، وفرنسا في مجالات مختلفة تتعلق بخطط التنمية الخاصة بالعلا.

## مخطط رحلة عبر الزمن
في 7 أبريل 2021 أطلق ولي العهد الأمير محمد بن سلمان، رئيس مجلس إدارة الهيئة الملكية لمحافظة العُلا، الرؤية التصميمية لمخطط «رحلة عبر الزمن»، بهدف إحياء وتأهيل المنطقة الأثرية الرئيسة في العُلا بشكل مسؤول ومستدام، حيث يُعد المشروع محطة رئيسية ضمن برنامج تطوير العُلا وتحويلها إلى وجهة عالمية رائدة للفنون والتراث والثقافة والطبيعة، تحقيقًا لمستهدفات رؤية السعودية 2030. ويتكون المخطط من 3 مراحل رئيسة، ومن المقرر أن تكتمل أولى مراحله بنهاية العام 2023م، ويعدّ جُزءًا من برنامج تطويري شامل للعُلا تشرف عليه الهيئة الملكية لمحافظة العُلا، وتهدف إستراتيجية التطوير عند اكتمالها في عام 2035 إلى توفير 38 ألف فرصة عمل جديدة، بالإضافة إلى المساهمة بمبلغ 120 مليار ريال في الناتج المحلّي الإجمالي للمملكة، وستنشأ 5 مراكز تمتد على مسافة 20 كم من قلب العلا، تبدأ من مركز البلدة القديمة جنوباً، مروراً بمركز واحة دادان، وواحة جبل عكمة، والواحة النبطية، وصولا لمدينة الحجر الأثرية شمالا. ويعد معهد الممالك أحد أبرز مشاريع المخطط.وفي 20 مايو 2024 أطلقت وجهة العُلا حملتها السياحية "صيف لم يرو" للتركيز على التجديد المستمر والتطور الهادف في الواحة القديمة، وهي استكمالاً للحملة العالمية الأولى تحت شعار "متجددة عبر الزمن".

### وادي الفن
يُعد مشروع وادي الفن أحد الأصول الثقافية لمخطط «رحلة عبر الزمن»، وتُقَدَّرُ مساحةُ «وادي الفن» بـ 65 كيلومتراً مربعاً، ومن المتوقع أن يكتمل في العام 2024م، وسَيَتَضَمَّنُ أعمالاً فنيةً مستمدةً من طبيعةِ العُلا الفريدةِ لعدد من الفنانين السعوديين والعالميين، وسيستقطبُ عُشَّاقَ الفنِ من جميع أنحاء العالم، ويشملُ البرنامجُ الأوليُّ الذي سَيُقَامُ أواخرَ عام 2022م، ويسبق افتتاح «وادي الفن» في العام 2024م؛ معارضَ مؤقتةً ومقراتٍ للفنانين وندواتٍ عامة، وسيصاحبُ ذلك الكشفُ عن الأعمال الفنية الخمسة الأولى برنامج حيوي للزوار، يشملُ العروضَ والجولاتِ عبر الوادي وفرص تعليمية. ويشاركُ في «وادي الفن» فنانون وفنانات من السعودية ومن أنحاء العالم، منهم: منال الضويان، وأحمد ماطر، وأجنيس دينيس، ومايكل هايزر، وجيمس توريل، الذين سيشاركون بأعمالٍ تناقشُ موضوعاتٍ عدة؛ مثل الذاكرة الجماعية والفولكلور والحضارة والإنجاز وأهمية الضوء، وتمثلُ هذه المشاركاتُ بدايةَ برنامجٍ سيستمرُ في استقطاب المزيد من الفنانين.
مهرجان فنون العُلا
في نسخته الثالثة، حقق مهرجان فنون العُلا إنجازاً استثنائياً حيث شهد المهرجان إقبالاً هائلاً من عشاق الفنون، و ارتفعت مبيعات التذاكر بنسبة 73% مقارنة بعام 2023، كما عبّر 94% من الضيوف عن رضاهم التام عن تجربتهم.إذ ارتفعت زيارات الموقع الإلكتروني بنسبة 261%، وحصد محتوى المهرجان أكثر من 23 مليون مشاهدة، بينما وصلت الحملات الترويجية إلى أكثر من 27 مليون شخص حول العالم.